# Saint-Christophe (Olaszország)
Saint-Christophe település Olaszországban, Valle d’Aosta régióban. Lakosainak száma 3482 fő (2023. január 1.). Saint-Christophe Aosta, Pollein, Quart, Roisan és Valpelline községekkel határos.

## Népesség
A település lakossága az elmúlt években az alábbi módon változott:
| Lakosok száma | 3441 | 3467 | 3482 |
|               | 2017 | 2018 | 2023 |